# (24659) 1988 AD5
(24659) 1988 AD5 est un astéroïde de la ceinture principale d'astéroïdes découvert en 1988.

## Description
(24659) 1988 AD5 a été découvert le 14 janvier 1988 à l'observatoire de La Silla, au Chili, par Henri Debehogne.

### Caractéristiques orbitales
L'orbite de cet astéroïde est caractérisée par un demi-grand axe de 2,58 UA, un périhélie de 1,98 UA, une excentricité de 0,23 et une inclinaison de 5,29° par rapport à l'écliptique. Du fait de ces caractéristiques, à savoir un demi-grand axe compris entre 2 et 3,2 UA et un périhélie supérieur à 1,666 UA, il est classé, selon la JPL Small-Body Database, comme objet de la ceinture principale d'astéroïdes.

### Caractéristiques physiques
(24659) 1988 AD5 a une magnitude absolue (H) de 14,9 et un albédo estimé à 0,040.